# 杉叶杜鹃属
杉叶杜鹃属（学名：Diplarche）是杜鹃花科下的一个属，为矮小灌木植物。该属仅有多花杉叶杜鹃（Diplarche multiflora）和少花杉叶杜鹃（Diplarche pauciflora）两种，分布于喜马拉雅东部至中国西藏及云南。